# Caroline Leaf
Caroline Leaf (Seattle, Washington, 12 de agosto de 1946) es una directora y artista de animación experimental. Los materiales con los que dibuja y crea movimiento son maleables. Destaca su uso de arena de playa sobre una caja de luz (Sand or Peter and the Wolf), la acuarela y el gouache manipulados con los dedos sobre vidrio (The Street), y las imágenes hechas por el rascado en la suave emulsión expuesta de color y la película de 35 mm y 70 mm. En 2016 obtuvo el premio honorífico Winsor McCay a toda su carrera, en la 44 edición de los Premios Annie.

## Biografía

### Influencias
Su obra está más influida por la literatura que por el cine. Los puntos de vista y visiones del mundo de Kafka, Genêt, Ionesco o Becket le han servido de referentes. Sus principales fuentes de información son la literatura ya que transforma las imágenes verbales en imágenes visuales. Le interesan las formas orgánicas, las texturas y los retratos de línea suelta.

### Inicios
Comenzó a hacer películas de animación cuando estudiaba en Radcliffe, en la Universidad de Harvard de Cambridge, Massachusetts. En 1968 la tecnología de película de 16 mm era relativamente barata y los laboratorios de procesamiento estaban proliferando. El arte de hacer cine era más accesible que nunca y los colegios y universidades de artes liberales estaban empezando a enseñar este tipo de arte. Harvard ofreció una clase de animación impartida por Derek Lam así es como se introdujo en la especialidad.

### Primera Etapa
Su primera película, Sand or Peter and the Wolf (1969)  traducida como "Arena o Pedro y el lobo", la realiza vertiendo arena de playa local sobre una caja de luz. Iluminado la escena desde abajo y manipulando la arena con los dedos. En blanco y negro siluetas de figuras de arena de la película se mueven en un mundo fluido y sombrío. La cámara se fija a la pared por encima de la caja de luz. De estos principios, Leaf desarrolla un estilo de animación que consiste en un proceso continuo de dibujo bajo la cámara grabando, destruyendo el anterior dibujo y volviendo a dibujar las imágenes para crear una sensación de movimiento. Sus películas posteriores son refinamientos y extensiones de su técnica de creación a mano bajo la cámara. Hasta 1971 hace películas de animación como freelance.
En 1972 viaja a Montreal como invitada del  National Film Board of Canada, centro de producción que permite a sus realizadores una gran libertad creativa y famoso por sus producciones de animación. Allí trabaja como personal de dirección de animación hasta 1991. Sus animaciones durante el periodo son:
- The Owl Who Married a Goose (1974) "El búho que se casó con un ganso" una adaptación de una leyenda inuit (pueblo que habita las regiones árticas de América).
- The Street (1976) "La Calle" adaptación de una novela de Mordecai Richler, que recibió una nominación al Oscar y fue elegida como segunda mejor película de animación de todos los tiempos por la Olimpiada de animación de Los Ángeles en 1984.
- The Metamorphosis of Mr. Samsa (1977) "La metamorfosis del Sr. Samsa" adaptación de la historia de Franz Kafka La metamorfosis
- Interview (1979) "La Entrevista" una colaboración autobiográfica con la director Veronika Soul.
- Two Sisters/Entre Deux Soeurs (1990) "Dos Hermanas" una historia original sobre las capas de emulsión de la película de 70 mm.
- Two sisters (1990) gana el premio al mejor cortometraje en el Festival Internacional de Cine de Animación de Annecy en 1991.

En 1981 también realizó un documental sobre las cantautoras hermanas Kate y Anna McGarrigle para la National Film Board of Canada. En 1984, la Academia Americana de las Artes y las Ciencias (Oscar) organiza un evento con 50 críticos y cineastas de todo el mundo como jurado. La competición internacional olímpica se hace coincidir con los Juegos Olímpicos de 1984 que se celebraron en Los Ángeles. En ella se juzgan todas las películas de animación realizadas hasta el momento. 'The Street' queda en segundo lugar, ganando cómodamente sobre Disney y todas las otras producciones comerciales. El primer lugar es para el mediometraje "Tale of Tales" del ruso Yuri Norstein.
En 2010 se realiza una encuesta similar a jueces expertos organizada por ASIFA Internacional. En ella se nombran los 50 mejores cortos de animación de los últimos 50 años. "The street" se mantiene en el top 10. En 1985 realiza su primera  película de acción en vivo y marionetas. The owl and the pussycat,  gracias a una beca del Consejo de Canadá. Un año después en el National Film Board crea The fox and the tiger y en 1990 A dog’s tale.

## Segunda etapa
En 1996 se centra en la docencia. Trabaja como profesora de animación a tiempo completo durante dos años en Harvard University, Cambridge, USA. De 2002 a 2005 ejerce como instructora de animación en Konstfack, Eksjo, Sweden. En 2004 es codirectora de "Suite for freedom", su parte fue titulada Slavery.
En 2005 viaja al Reino Unido para ejercer de tutora principal de animación de la National Film & Television School en Beaconsfield. En 1991 dejó de animar a tiempo completo en la Junta Nacional de Cine. Entonces Leaf se interesó por otro tipo de trabajo: el movimiento del viento en la tela. Construyó unas grandes esculturas de dispersión de aire y las llamó globos de viento. Las estructuras están conectadas a tierra y mangas de viento, hechas de nailon y soldadas con acero o titanio. Situadas en lugares con mucho viento, están continuamente en movimiento. Desde el 2001 reside en Londres.
Como artista trabaja en solitario. Es la directora, animadora,  diseñadora, adaptadora de las historia y guionista, además de trabajar estrechamente en las pistas de sonido y edición de sus películas. Las películas fueron distribuidas inicialmente con fines educativos en formato de película de 16 mm a las audiencias canadienses. Debido al sistema de distribución mundial de la Junta Nacional de Cine y la red de festivales de cine de animación que fueron surgiendo, sus películas se dieron a conocer al público interesado en el mundo de la animación.

## Comercialización
Ha hecho un pequeño número de animaciones comerciales. En Montreal, trabajó para Pascal Blais Productions. Estuvo afiliada a la Acme Filmworks en Los Ángeles. Con Acme realiza Slavery (2004) un film de 4 minutos encargada por el Centro Nacional de Libertad del Ferrocarril Subterráneo en Cincinnati, Ohio. Su objetivo es contar la historia de la lucha por la libertad en los Estados Unidos y el trato de todos los ciudadanos con respecto y dignidad. Realiza además pinturas sobre todo de óleo sobre lienzo, tinta, acrílica y gouache sobre papel y collage. De su uso del pastel y el carbón vegetal destaca su serie Onions 2004. Cada trazo representa un momento claro de pensamiento transportado a la acción.

## Estilo
Su estilo de animación debe mucho al lenguaje cinematográfico: el movimiento de la cámara, los planos, el uso de la profundidad de campo y el recurso de acciones simultáneas. Diferencia sus creaciones en dos grupos: las que se trabajan bajo la cámara y las que no. Ella crea utilizando las manos y dibuja sobre dibujos. A diferencia de las animaciones sobre papel u ordenador, una vez una secuencia ha sido gravada ya no queda nada de la pieza de arte. Ella lo llama one-off performance es decir: una creación de un solo rendimiento. Se distinguen dos técnicas según el material con el que trabaja:
- La técnica del dibujo con arena es un arte performativo mediante el cual la artista crea una serie de imágenes vertiendo arena sobre una superficie de cristal blanco iluminada desde abajo. La técnica consiste en trazar líneas y figuras manipulando la arena con las manos, dedos y otros utensilios como tenedores, piezas de madera, moldes... Primeramente empezó con arena de playa. Para adaptar el relato de Kafka incorporó arena opaca en diferentes densidades para crear matices. Los bloques de arena opaca una vez iluminados desde abajo crean figuras sombreadas. Para trabajar en color incorpora un nuevo método: la pintura húmeda. Pinturas al óleo, acuarelas o gouache mezcladas con glicerina que dan lugar a una técnica de secado lento de la pintura. Por esta razón, los dibujos pueden modificarse, limpiarse y redibujarse fácilmente sobre hojas de vidrio.
- En cambio, el rascado en la emulsión de película o animación directa, no depende de la técnica de la cámara. Permite volver atrás y añadir, restar o alterar las imágenes. Sin embargo, también es una técnica de inmediatez. Consiste en rayar o dibujar diseños directamente sobre la película. Sobre una placa de matrícula en una caja de luz, se raya con una cuchilla afilada en la suave emulsión de la película expuesta de color negro. Como en The street, su creación es una combinación de luces y sombras, claros y oscuros un juego de contrastes. Un irónico a la par que sensible tratamiento de la familia y de la visión infantil de la muerte. Cambios de tiempo y espacio a pesar del estrecho rango tonal de color. The Owl Who Married a Goose requirió una gran labor de documentación que ella misma realizó viajando hasta el Ártico, a Broughton Island. Volvió con la película sin sonido para grabar a seis ancianas que imitaron los ruidos de los animales que aprendieron de niñas cuando acompañaban a sus padres a cazar.

## Enseñanza
Su experiencia docente incluye un taller para niños en el Walker Art Center de Minneapolis, y un curso de 8 semanas de entretenimiento en su técnica en el Colegio de Arte de Queensland en Brisbane, Australia. Entre 1996 y 1998 fue instructora a tiempo completo de la animación en la Universidad de Harvard. También fue instructora a tiempo parcial en animación en Konstfack en Suecia desde de 2003 hasta 2005 y del año 2005 al 2008 ha sido director de tutoría a tiempo parcial en la Escuela Nacional de Cine y Televisión en Beaconsfield, fuera de Londres. 

## Premios y distinciones
2016: Premio Winsor McCay a toda su carrera.
Premios Óscar
| Año  | Categoría                  | Película   | Resultado |
| ---- | -------------------------- | ---------- | --------- |
| 1977 | Mejor Cortometraje animado | The Street | Nominada  |